# Решетарі
Решетарі (хорв. Rešetari) — населений пункт і громада в Бродсько-Посавській жупанії Хорватії.

## Населення
Населення громади за даними перепису 2011 року становило 4753 осіб. Населення самого поселення становило 2450 осіб.
Динаміка чисельності населення громади:
Динаміка чисельності населення центру громади:

## Населені пункти
Крім поселення Решетарі, до громади також входять: 
- Аджамовці
- Брджани
- Буковиця
- Дрежник
- Гунявці
- Заполє

## Клімат
Середня річна температура становить 11,36 °C, середня максимальна – 25,80 °C, а середня мінімальна – -5,91 °C. Середня річна кількість опадів – 924 мм.
| Клімат поселення                              | Клімат поселення | Клімат поселення | Клімат поселення | Клімат поселення | Клімат поселення | Клімат поселення | Клімат поселення | Клімат поселення | Клімат поселення | Клімат поселення | Клімат поселення | Клімат поселення | Клімат поселення |
| Показник                                      | Січ.             | Лют.             | Бер.             | Квіт.            | Трав.            | Черв.            | Лип.             | Серп.            | Вер.             | Жовт.            | Лист.            | Груд.            |                  |
| Середній максимум, °C                         | 6,17             | 8,69             | 13,10            | 17,57            | 22,44            | 25,80            | 25,74            | 25,01            | 21,14            | 16,01            | 10,33            | 6,10             |                  |
| Середня температура, °C                       | 0,13             | 2,61             | 7,04             | 11,52            | 16,40            | 19,72            | 21,48            | 20,72            | 16,90            | 11,72            | 6,10             | 1,84             |                  |
| Середній мінімум, °C                          | −5,91            | −3,4             | 1,00             | 5,49             | 10,35            | 13,70            | 17,23            | 16,48            | 12,64            | 7,48             | 1,83             | −2,42            |                  |
| Норма опадів, мм                              | 59               | 54               | 64               | 77               | 84               | 100              | 86               | 83               | 74               | 83               | 87               | 73               |                  |
| Середньомісячна швидкість вітру, м/с          | 1.50             | 1.80             | 2.10             | 2.10             | 1.90             | 1.74             | 1.70             | 1.57             | 1.50             | 1.50             | 1.56             | 1.60             |                  |
| Середньомісячна сонячна радіація, кДж/м²·день | 4346             | 7193             | 11069            | 15529            | 19570            | 21870            | 22808            | 20357            | 15026            | 9225             | 4922             | 3625             |                  |
| --------------------------------------------- | ---------------- | ---------------- | ---------------- | ---------------- | ---------------- | ---------------- | ---------------- | ---------------- | ---------------- | ---------------- | ---------------- | ---------------- | ---------------- |
| Джерело:                                      |                  |                  |                  |                  |                  |                  |                  |                  |                  |                  |                  |                  |                  |